# Спиридово (Конаковский район)
Спиридово — деревня в Конаковском районе Тверской области. Входит в состав Дмитровогорского сельского поселения.

## География
Находится в юго-восточной части Тверской области на расстоянии приблизительно 22 км на восток по прямой от районного центра города Конаково на левом берегу реки Сестра.

## История
Известна с 1628 года как пустошь. В 1859 году здесь (деревня Корчевского уезда Тверской губернии) было учтено 23 двора.

## Население
Численность населения: 174 человека (1859 год), 7 (русские 100 %) в 2002 году, 1 в 2010.